# Francisco Rodríguez Gaitán
Francisco José Rodríguez Gaitán (Almuñécar, Granada, Andalucía, España, 22 de mayo de 1995), conocido deportivamente como Fran, es un jugador de fútbol español. Se desempeña como lateral derecho y actualmente juega en la Agrupación Deportiva Ceuta Fútbol Club de la Primera Federación. Es hermano del también futbolista Andy Rodríguez.

## Trayectoria
Debutó como jugador de fútbol a los 7 años, en 2002 con el equipo AD Almuñécar 77, donde estuvo 5 años (2007). Juega 1 temporada (2007-2008) en el Motril FC. El 1 de julio de 2008 ingresa al Infantil A del Real Madrid, donde prácticamente haría su carrera deportiva.
En 2014 asciende para jugar en el Real Madrid Castilla. Debuta el 24 de agosto de 2014 frente al Atlético Madrid B, en una derrota por 2-1 del filial blanco. Desde ese día disputó 26 partidos, convirtiendo 2 goles y asistiendo 2 veces. 
Fue escalando los distintos escalafones de la cantera blanca. Con el equipo juvenil madridista fue campeón de la Copa de Campeones. También fue internacional Sub-17 con la selección española.
En julio de 2016,el jugador andaluz llega al conjunto zaragocista con la carta de libertad tras haber finalizado su vinculación con el Real Madrid, rubrica un contrato que le une al Real Zaragoza hasta junio de 2019.
El 1 de julio de 2020, firma por el CD Calahorra de la Segunda División B de España.
El 12 de enero de 2022, firma por la UD Logroñés de la Primera Federación.
El 23 de enero de 2023, firma por el Unionistas de Salamanca Club de Fútbol de la Primera Federación.
En julio de 2023, firma por la Agrupación Deportiva Ceuta Fútbol Club de la Primera Federación.

## Clubes
| Club                                   | País   | Año       |
| -------------------------------------- | ------ | --------- |
| Real Madrid Castilla C. F.             | España | 2014-2016 |
| Real Zaragoza                          | España | 2016-2017 |
| Unión Deportiva Almería                | España | 2017-2019 |
| Club de Fútbol Rayo Majadahonda        | España | 2019-2020 |
| Club Deportivo Calahorra               | España | 2020-2022 |
| UD Logroñés                            | España | 2022      |
| Unionistas de Salamanca Club de Fútbol | España | 2022-2023 |
| Agrupación Deportiva Ceuta Fútbol Club | España | 2023-2024 |